# 아슈도드

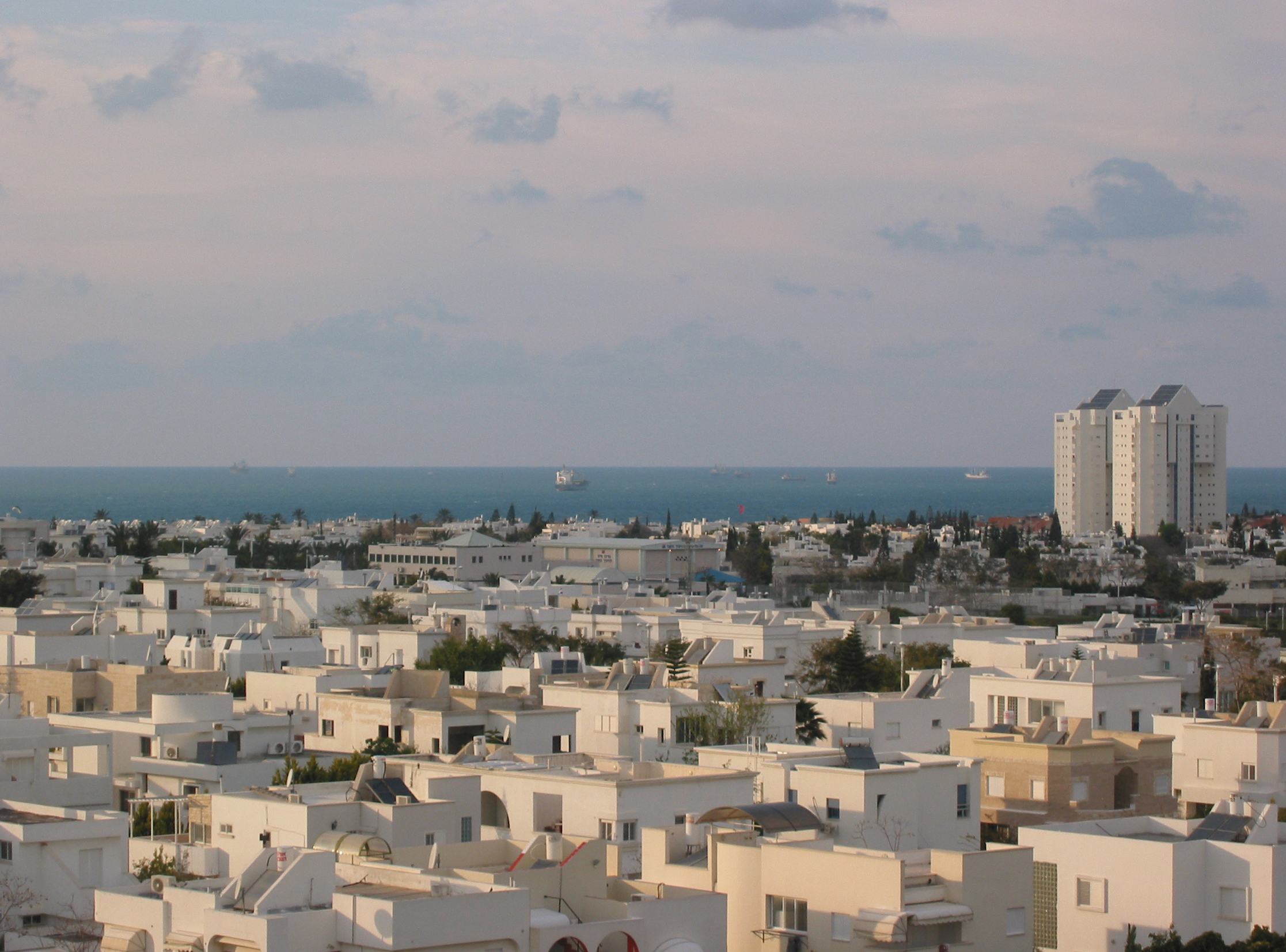
아슈도드 시가지

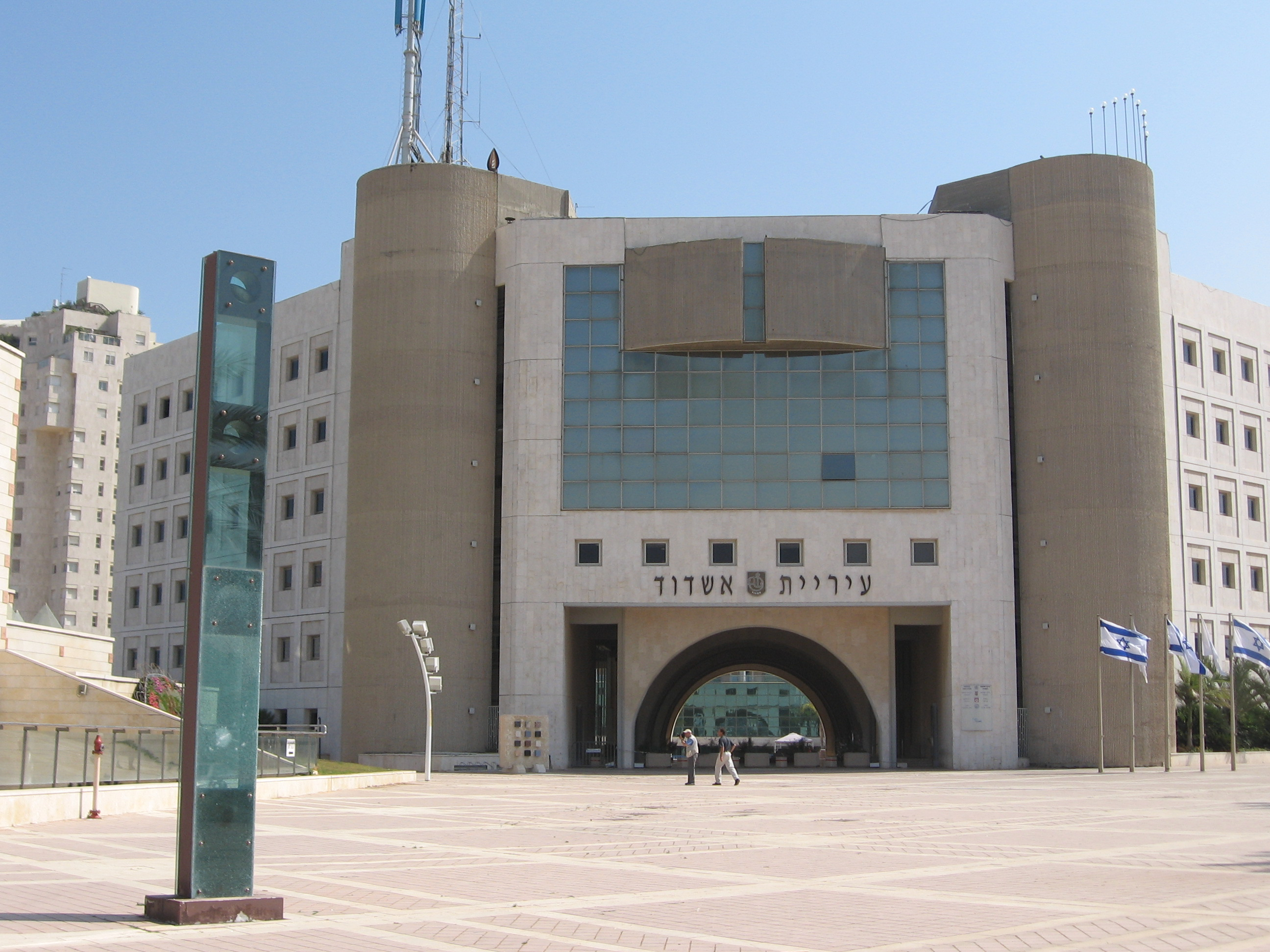
아슈도드 시청

아슈도드(히브리어: אַשְׁדּוֹד, Ashdod, 아랍어: إسدود, Isdud 이스두드[*]) 또는 아스돗은 이스라엘 남부 구의 도시로, 면적은 47.2km2, 인구는 207,800명(2009년 기준)이다. 지중해 연안과 접하며 텔아비브에서 남쪽으로 32km, 아슈켈론에서 북쪽으로 20km, 예루살렘에서 서쪽으로 53km 정도 떨어진 곳에 위치한다.
아슈도드 항은 이스라엘에서 가장 큰 항만 시설이며 이스라엘의 전체 수입품 가운데 60%가 이 곳에서 수입된다.

## 역사
고대에는 이스두드 (Isdud) 라는 이름으로 불렸으며, 기원전 17세기에 설립되어 5개의 불레셋 도시 국가 중 하나가 되었다.
1948년 아랍-이스라엘 전쟁 당시 이집트군에 의해 점령되어 이집트 전선의 최북단 거점이 되었으며, 전쟁 도중 다수의 아랍인들이 도시에서 쫒겨났다. 전쟁 이후 휴전 협정 끝에 이스라엘의 영토가 되었다.
1956년 북쪽으로 4km 떨어진 곳에 신도시로 재건되었고, 1968년 시로 승격되었다.

## 인구
| 연도 | 인구    | ±%      |
| ---- | ------- | ------- |
| 1961 | 4,600   | —       |
| 1972 | 40,300  | +776.1% |
| 1983 | 65,700  | +63.0%  |
| 1995 | 129,800 | +97.6%  |
| 2008 | 204,300 | +57.4%  |
| 2016 | 221,591 | +8.5%   |

## 기후
| Ashdod의 기후                             | Ashdod의 기후 | Ashdod의 기후 | Ashdod의 기후 | Ashdod의 기후 | Ashdod의 기후 | Ashdod의 기후 | Ashdod의 기후 | Ashdod의 기후 | Ashdod의 기후 | Ashdod의 기후 | Ashdod의 기후 | Ashdod의 기후 | Ashdod의 기후 |
| 월                                        | 1월           | 2월           | 3월           | 4월           | 5월           | 6월           | 7월           | 8월           | 9월           | 10월          | 11월          | 12월          | 연간          |
| ----------------------------------------- | ------------- | ------------- | ------------- | ------------- | ------------- | ------------- | ------------- | ------------- | ------------- | ------------- | ------------- | ------------- | ------------- |
| 일평균 최고 기온 °C (°F)                  | 17.2 (63.0)   | 19.5 (63.5)   | 23.7 (67.5)   | 26.9 (76.3)   | 27.4 (81.3)   | 29.5 (85.1)   | 31.8 (87.4)   | 30.1 (88.0)   | 29.2 (86.4)   | 26.5 (82.2)   | 23.6 (74.5)   | 19.2 (66.6)   | 25.4 (76.8)   |
| 일평균 최저 기온 °C (°F)                  | 7.1 (46.6)    | 9.8 (46.4)    | 12.3 (48.7)   | 15.9 (53.4)   | 16.8 (58.6)   | 19.2 (64.4)   | 21.6 (69.1)   | 20.4 (70.5)   | 18.1 (68.2)   | 15.5 (63.5)   | 11.7 (55.6)   | 9.5 (49.6)    | 14.8 (57.9)   |
| 평균 강수량 mm (인치)                     | 127.9 (5.10)  | 98.6 (3.93)   | 61.4 (2.45)   | 17.8 (.71)    | 3.1 (.12)     | 0 (0)         | 0 (0)         | 0 (0)         | 2.3 (.09)     | 29.2 (.76)    | 69.8 (2.78)   | 114.7 (4.57)  | 524.8 (20.51) |
| 출처: Israel Central Bureau of Statistics |               |               |               |               |               |               |               |               |               |               |               |               |               |

## 자매 도시
- 프랑스 보르도
- 아르헨티나 바이아블랑카
- 미국 캘리포니아주 로스앤젤레스
- 중화인민공화국 우한시
- 독일 슈판다우 구
- 미국 플로리다주 탬파